# Lichtenberg (Alzacja)
Lichtenberg – miejscowość i gmina we Francji, w regionie Grand Est, w departamencie Dolny Ren.
Według danych na rok 1990 gminę zamieszkiwały 513 osoby, 42 os./km².